# Ponte del Passo
Il ponte del Passo è un'infrastruttura stradale sulla strada statale 340 dir che collega le due sponde del fiume Mera all'altezza del Pian di Spagna tra i comuni di Sorico e Gera Lario.

## La storia del Ponte
Originariamente sorgeva un poco più a nord ed era costituito da struttura in traversine d'acciaio poggianti su due pilastri nel fiume Mera. Della costruzione risalente alla seconda metà dell'800 non restano che i piedritti sulle opposte sponde.
Il nome deriva dal toponimo “Passo d'Adda” che impone di chiarire innanzitutto che fino a buona parte del XIX secolo in quel punto non si superava il Mera, ma l'Adda, finché questo non fu deviato verso Colico e secondariamente che non esistevano ponti, ma c'era un servizio di “passo” o traghetto, in origine di semplici barche, poi organizzato più sistematicamente con un servizio  di “porto volante”.
Durante la fasi finali della seconda guerra mondiale il Ponte del Passo era costantemente sorvegliato dalla II Legione della Guardia Nazionale Repubblicana di Frontiera onde evitare venisse minato. Dopo il 25 aprile 1945 il presidio della "Confinaria" nei pressi e probabilmente sul Ponte del Passo stesso, fu assaltato dai partigiani. Lo scontro cessò quando, tramite il parroco di Gera Lario, don Ernesto Gusmeroli, fu offerta una resa onorevole che garantiva l'incolumità dei militi controfirmata dallo stesso parroco e dal comandante della guardia di finanza Scappin che era passato con i partigiani. Ma una volta arresisi, i firmatari si disinteressarono dei prigionieri abbandonandoli al loro destino. Soltanto il sindaco Venturino Noghera, intuita la situazione, riuscì a portare via i cinque militi più giovani per salvarli. Gli altri prigionieri, rimasti in nove, furono assassinati la notte tra il 2 e il 3 maggio. Quando i corpi furono rinvenuti fu nuovamente il sindaco Noghera che si occupò di dare loro sepoltura.
Idealmente il Ponte del Passo rappresentava inoltre il limite di competenza della 52ª Brigata Garibaldi "Luigi Clerici".
Sul Ponte venne eseguita l'ultima perquisizione della colonna militare tedesca al comando del capitano Hans Fallmeyer dopo che Mussolini fu arrestato a Dongo.
(GIUSTO PERRETTA, La verità,  ACTAC, Como 1990 p. 138)
(discorso tratto dal film Mussolini ultimo atto)

## L'architettura
Il Ponte del Passo venne progettato  in un'ottica militare; infatti la struttura fu dimensionata per sostenere il transito di una fila di carri armati. Questo tipo di carico bellico non avvenne mai e l'ottima fattura del Ponte del Passo sorregge da più di ottant'anni un sempre più crescente traffico veicolare.  Nel 1935 iniziarono i lavori di costruzione che terminarono nell'estate 1938 con solenne cerimonia d'inaugurazione.
La struttura portante è in cemento armato sorretta da tre coppie d'arcate con profilo a cicloide poggiate su due pilastri in muratura gettanti la fondamenta direttamente nel fiume Mera. Il piano viario scorre sotto i sei archi di sostegno ancorato ad essi con tiranti. L'impalcato è sospeso all'arco mediante elementi verticali sollecitati a trazione e chiamati pendini o tiranti. La travata d'impalcato è solidale con le estremità dell'arco ad equilibrare in toto o parzialmente le componenti orizzontali delle azioni trasmesse dall'arco; questo tipo di struttura prende il nome di "arco a spinta eliminata" e consente di trasferire sul terreno minime o nulle azioni orizzontali. Viene considerato il "gemello" del ponte sull'Adda di Brivio per la loro struttura molto simile.
Oggi, rappresenta l'unico collegamento carrozzabile nord tra le due sponde (Como-Lecco) del lago di Como.